# Murero
Murero – gmina w Hiszpanii, w prowincji Saragossa, w Aragonii, o powierzchni 18,25 km². W 2011 roku gmina liczyła 140 mieszkańców.